# Campionat Sud-americà de voleibol femení
El Campionat de Sud-americà de voleibol femení és una competició esportiva de seleccions nacionals de voleibol d'Amèrica del Sud en categoria femenina. De caràcter biennal, és organitzada per la Confederació Sud-americana de Voleibol (CSV). La primera edició se celebrà el 1951 a Rio de Janeiro, essent campiona la selecció brasilera.
Històricament, la selecció brasilera és la dominadora de la competició amb vint-i-tres títols, quinze de forma consecutiva des del 1995. La selecció peruana, amb dotze, trencà l'hegemonia del combinat brasiler durant les dècades del 1970 i 1980 i guanyà per darrer cop el 1993.

## Història
| En negreta = Selecció campiona |

| I      | 1951 | Brasil | lligueta | Uruguai   | Perú      | lligueta | Argentina | Rio de Janeiro      |       |
| II     | 1956 | Brasil | lligueta | Uruguai   | Perú      | lligueta | Paraguai  | Montevideo          |       |
| III    | 1958 | Brasil | lligueta | Perú      | Uruguai   | lligueta | Paraguai  | Porto Alegre        |       |
| IV     | 1961 | Brasil | lligueta | Perú      | Argentina | lligueta | Xile      | Lima                |       |
| V      | 1962 | Brasil | lligueta | Perú      | Argentina | lligueta | Xile      | Santiago            |       |
| VI     | 1964 | Perú   | lligueta | Paraguai  | Argentina | lligueta | Uruguai   | Buenos Aires        |       |
| VII    | 1967 | Perú   | lligueta | Brasil    | Paraguai  | lligueta | Uruguai   | Santos              |       |
| VIII   | 1969 | Brasil | lligueta | Perú      | Uruguai   | lligueta | Veneçuela | Caracas             |       |
| IX     | 1971 | Perú   | lligueta | Brasil    | Uruguai   | lligueta | Paraguai  | Montevideo          |       |
| X      | 1973 | Perú   | lligueta | Brasil    | Uruguai   | lligueta | Xile      | Bucaramanga         |       |
| XI     | 1975 | Perú   | lligueta | Brasil    | Argentina | lligueta | Uruguai   | Asunción            |       |
| XII    | 1977 | Perú   | lligueta | Brasil    | Argentina | lligueta | Xile      | Arequipa / Lima     |       |
| XIII   | 1979 | Perú   | lligueta | Brasil    | Argentina | lligueta | Xile      | Rosario / Santa Fe  |       |
| XIV    | 1981 | Brasil | lligueta | Perú      | Argentina | lligueta | Paraguai  | Santo André         |       |
| XV     | 1983 | Perú   | lligueta | Brasil    | Argentina | lligueta | Veneçuela | São Paulo           |       |
| XVI    | 1985 | Perú   | lligueta | Brasil    | Veneçuela | lligueta | Colòmbia  | Caracas             |       |
| XVII   | 1987 | Perú   | lligueta | Brasil    | Veneçuela | lligueta | Argentina | Punta del Este      |       |
| XVIII  | 1989 | Perú   | lligueta | Brasil    | Argentina | lligueta | Veneçuela | Curitiba            |       |
| XIX    | 1991 | Brasil | 3–1      | Perú      | Colòmbia  | lligueta | Argentina | Osasco              |       |
| XX     | 1993 | Perú   | 3–1      | Brasil    | Veneçuela | lligueta | Colòmbia  | Cusco               | [ 1 ] |
| XXI    | 1995 | Brasil | 3–0      | Perú      | Argentina | lligueta | Veneçuela | Porto Alegre        |       |
| XXII   | 1997 | Brasil | 3–0      | Perú      | Argentina | 3–0      | Veneçuela | Lima                |       |
| XXIII  | 1999 | Brasil | 3–0      | Argentina | Perú      | 3–0      | Veneçuela | Valencia            |       |
| XXIV   | 2001 | Brasil | 3–0      | Argentina | Veneçuela | 3–0      | Uruguai   | Morón               |       |
| XXV    | 2003 | Brasil | lligueta | Argentina | Perú      | lligueta | Colòmbia  | Bogotá              |       |
| XXVI   | 2005 | Brasil | lligueta | Perú      | Argentina | lligueta | Veneçuela | La Paz              |       |
| XXVII  | 2007 | Brasil | 3–0      | Perú      | Veneçuela | 3–0      | Uruguai   | Rancagua / Santiago |       |
| XXVIII | 2009 | Brasil | 3–0      | Argentina | Perú      | 3–1      | Colòmbia  | Porto Alegre        |       |
| XXIX   | 2011 | Brasil | 3–0      | Argentina | Perú      | 3–1      | Colòmbia  | Callao              |       |
| XXX    | 2013 | Brasil | lligueta | Argentina | Perú      | lligueta | Colòmbia  | Ica                 |       |
| XXXI   | 2015 | Brasil | 3–0      | Perú      | Colòmbia  | 3–2      | Argentina | Cartagena           | [ 2 ] |
| XXXII  | 2017 | Brasil | lligueta | Colòmbia  | Perú      | lligueta | Argentina | Cali                |       |
| XXXIII | 2019 | Brasil | 3–0      | Colòmbia  | Perú      | 3–2      | Argentina | Cajamarca           |       |
| XXXIV  | 2021 | Brasil | lligueta | Colòmbia  | Argentina | lligueta | Perú      | Barrancabermeja     | [ 3 ] |
| XXXV   | 2023 | Brasil | lligueta | Argentina | Colòmbia  | lligueta | Xile      | Recife              | [ 4 ] |